# پاتریک گروتزکی
پاتریک گروتزکی (آلمانی: Patrick Groetzki؛ زادهٔ ۴ ژوئیهٔ ۱۹۸۹) بازیکن هندبال اهل آلمان است.
از باشگاه‌هایی که در آن بازی کرده‌است می‌توان به اشاره کرد.